# キリンカップサッカー2011
キリンカップサッカー2011は、第31回目のキリンカップサッカーである。2011年6月1日から6月7日にかけて開催され、日本、ペルー、チェコが参加した。2010年の大会はFIFAワールドカップ・南アフリカ大会における日本代表強化スケジュールの関係で非開催となったため、2年ぶりの開催となった。また、この大会は東日本大震災後日本国内で初のサッカー国際Aマッチ開催となった。

## 結果
| 2011年6月1日 19:23 |

| 日本 | 0 - 0    | ペルー |
|      | レポート |        |

| 東北電力ビックスワンスタジアム（新潟） 観客数: 39,048人 主審: ハワード・ウェブ |

| 2011年6月4日 15:02 |

| ペルー | 0 - 0    | チェコ |
|        | レポート |        |

| 松本平広域公園総合球技場アルウィン（松本） 観客数: 7,592人 主審: 佐藤隆治 |

| 2011年6月7日 19:32 |

| 日本 | 0 - 0    | チェコ |
|      | レポート |        |

| 横浜国際総合競技場（横浜） 観客数: 65,856人 主審: マーティン・アトキンソン |

## 順位
| 順 | チーム | 試 | 勝 | 分 | 敗 | 得 | 失 | 差 | 点 |
| -- | ------ | -- | -- | -- | -- | -- | -- | -- | -- |
| 1  | 日本   | 2  | 0  | 2  | 0  | 0  | 0  | 0  | 2  |
| 1  | ペルー | 2  | 0  | 2  | 0  | 0  | 0  | 0  | 2  |
| 1  | チェコ | 2  | 0  | 2  | 0  | 0  | 0  | 0  | 2  |

## 優勝チーム
| キリンカップサッカー2011優勝 |
| ---------------------------- |
| · 日本 · 11回目              |

| キリンカップサッカー2011優勝 |
| ---------------------------- |
| · ペルー · 3回目             |

| キリンカップサッカー2011優勝 |
| ---------------------------- |
| · チェコ · 2回目             |

今大会は史上初めて全ての試合がスコアレスドローに終わり、その結果出場した3ヵ国すべてが優勝となった。